# Polityka zagraniczna Kenii
Kenia utrzymuje dobre stosunki dyplomatyczne z sąsiednim krajami, którymi są m.in. Sudan oraz Etiopia. Oprócz tego w ostatnich latach znacząco się poprawiły stosunki pomiędzy dwoma innymi sąsiadami Kenii Ugandą oraz Tanzanią. Jedną z głównych przyczyn dla poprawy tych stosunków jest współpraca gospodarcza, która w ostatnich znacząco wzrosła. Jedynym sąsiadem Kenii, z którym kraj ten nie posiada dobrych relacji jest Somalia. Brak chęci poprawy tej sytuacji ze strony rządu somalijskiego dodatkowo pogarsza i tak już nie najlepsze stosunki pomiędzy oboma krajami.
Kenia obecnie modernizuje swoją politykę zagraniczną, której celem jest współpraca z krajami zachodnimi. Kenia posiada generalnie dobre stosunki z krajami zachodnimi. Współpraca gospodarcza oraz polityczna na linii Kenia-Zachód w ostatnim czasie układa się dobrze, co może oznaczać kontynuowanie obecnej polityki zagranicznej.
Kenia odgrywała ważną rolę w operacjach pokojowych ONZ w Sudanie oraz Somalii. Oprócz tego Kenia przyjęła znaczną liczbę uchodźców pochodzących z obydwu krajów.

## Spory międzynarodowe
Granica administracyjna z Sudanem nie została oficjalnie potwierdzona na arenie międzynarodowej, co jest powodem części sporów terytorialnych pomiędzy oboma krajami.
Kenia w opinii międzynarodowej jest jednym z głównych punktów przesyłkowych handlu narkotyków, co powoduje krytykę zarówno zachodu jak i krajów sąsiadujących z Kenią. Oprócz tego Kenia jest głównym punktem transportu południowoafrykańskiej heroiny w drodze tranzytowej do Europy, natomiast z Kenii jest przysłana do RPA większość transportu metakwalonu, który pochodzi głównie z Indii.